# Żywot Matki Bożej przez o. Prokopa Kapucyna
Żywot Matki Bożej przez o. Prokopa Kapucyna – dzieło mariologiczne autorstwa ojca Prokopa Leszczyńskiego (Jana Tomasza Leszczyńskiego) wydane po raz pierwszy w Krakowie w 1879 w wydawnictwie Władysława Ludwika Anczyca.

## Charakter i historia
Dzieło było najpoważniejszą pracą autora w dziedzinie mariologii. Według recenzentów Leszczyński poniósł ogromny wysiłek pisarski, który zaowocował pozycją o przystępnym języku i łatwości czytania. Spodziewali się też korzyści duchowych płynących z lektury dzieła.
Źródła i przyczynki do napisania pracy o życiu Matki Bożej autor gromadził przez dwadzieścia lat poprzedzających wydanie. Były to zarówno Ewangelie, cytaty ze Starego Testamentu odnoszące się do Maryi w sensie typicznym, legendy, apokryfy, przekazy Ojców Kościoła, jak również objawienia prywatne. Autor w dużym stopniu oparł się na pracy Summa aurea de laudibus B. V. Mariae Dei Genetricis autorstwa Jeana-Jacquesa Bourassé. Pod względem konstrukcyjnym czerpał natomiast z Żywota Pana naszego Jezusa Chrystusa napisanego przez Świętego Bonawenturę. Pracę tę Leszczyński przełożył wcześniej na język polski. Wszystkie ze zgromadzonych źródeł zostały przez autora potraktowane w sposób równorzędny, co spowodowało, że dzieło Leszczyńskiego okazało się mało krytyczne i cechowało się silnym przerostem moralizatorskich treści nad faktami. Nie miało też elementu rzetelnej analizy teologicznej. Zamiast biografii Matki Bożej autor napisał raczej podręcznik rozważania cnót maryjnych.
Mimo wad dzieło było popularne wśród odbiorców, a biskup lubelski, Franciszek Jaczewski polecał je swoim kapłanom jako pomoc kaznodziejską.

## Kolejne wydania
Dzieło było wznawiane:
- II wydanie: 1887, Warszawa, Samuel Orgelbrand,
- III wydanie: 1900, Kraków, Władysław Ludwik Anczyc,
- IV wydanie: 1903, Warszawa, Samuel Orgelbrand,
- V wydanie: 1907, Wilno, wydawnictwo Zawadzkich[1].